# Spathius chersonesus
Spathius chersonesus är en stekelart som beskrevs av Nixon 1943. Spathius chersonesus ingår i släktet Spathius och familjen bracksteklar. Inga underarter finns listade i Catalogue of Life.